# Matelea lanceolata
Matelea lanceolata là một loài thực vật có hoa trong họ La bố ma. Loài này được (Decne.) Woodson mô tả khoa học đầu tiên năm 1941.